# Kuglački klub Poštar Split (žene)
Ženski kuglački klub Poštar (ŽKK Poštar; KK Poštar; Poštar; Poštar Split) je bio ženski kuglački klub iz Splita.

## O klubu
Ženska ekipa pri kuglačkom klubu "Poštar" je službeno formirana 1977. godine (iako je prethodno bilo kuglačica koje su bile članice "Poštara"). Klub je djelovao do 1991. godine, te je bio najuspješniji splitski kuglački klub za žene.

## Uspjesi

### Ekipno
Dunavski kup / Europski kup
- drugoplasirane: 1987., 1988.

Pvenstvo Jugoslavije
- doprvakinje: 1987.

Prvenstvo SR Hrvatske
- prvakinje: 1986.

## Poznate igračice
- Elda Sinovčić

## Unutrašnje poveznice
- Kuglački klub Poštar Split
- Ženski kuglački klub Split

## Vanjske poveznice
- kkpostar.hr